# Reményfy Rezső
Reményfy Rezső, Reisenhoffer Jenő Rudolf (Léva, 1828. június 3. – ?) magyar királyi postatiszt, bencés szerzetes.

## Élete
Léván és Nyitrán tanult a gimnáziumban; a bölcseletet a pesti egyetemen, a jogtudományt a nagyváradi akadémián hallgatta. 1848-49-ben részt vett a szabadságharcban. 1851-ben a postatiszti pályára adta magát, melyet a pesti postaigazgatóságnál kezdett meg. 1852. január 24-én a postatiszti vizsga után véglegesen alkalmazták és Kolozsvárra helyezték át, ahonnét 1864-ben Temesvárra, 1866-ban pedig Kassára tették át. 1875-ben Nagyváradon működött. Reisenhoffer családi nevét 1867-ben Reményfyre változtatta. Postaügyi szakirodalmi munkásságot fejtett ki.

## Művei
- Osztrák postaügy. Kolozsvár, 1864
- Osztrák-birodalom államtana. Uo. 1864
- Egyetemes földisme. Kassa, 1866
- Postakezelő. Uo. 1870 (2. jav. és bőv. kiadás, Uo. 1872)
- A magyar postarendszer. Nagyvárad, 1875